# Баківці (Луцький район)
Ба́ківці — село в Україні, у Луцькому районі Волинської області. Входить до складу Боратинської сільської громади. Населення становить 361 осіб.

## Історія
Село засноване у 1545 році. В селі проживали українці, декілька родин поляків і євреїв, західну частину села заселяли чехи.
У 1906 році село Лаврівської волості Луцького повіту Волинської губернії. Відстань від повітового міста 17 верст, від волості 11. Дворів 36, мешканців 85.
Поляки та євреї з початком війни 1939—1941 років повиїжджали. Чехи були виселені на Батьківщину, у Чехію в 1947 р. внаслідок угоди між тодішнім урядом ЧСР і Радянського Союзу 10 липня 1946 р. На їх помешкання переселили етнічних українців зі Словаччини.
12 червня 2020 року, відповідно до розпорядження Кабінету Міністрів України № 708-р «Про визначення адміністративних центрів та затвердження територій територіальних громад Волинської області», село увійшло у склад Боратинської сільської громади.
19 липня 2020 року, в результаті адміністративно-територіальної реформи та ліквідації  Луцького району, село увійшло до складу новоутвореного Луцького району.

## Населення
Згідно з переписом УРСР 1989 року чисельність наявного населення села становила 445 осіб, з яких 200 чоловіків та 245 жінок.
За переписом населення України 2001 року в селі мешкали 354 особи.

### Мова
Розподіл населення за рідною мовою за даними перепису 2001 року:
| Мова       | Відсоток |
| ---------- | -------- |
| українська | 98,34 %  |
| російська  | 1,66 %   |

## Археологічні пам'ятки
- В північній частині села, на схід від дороги Луцьк-Боремель, на лівому березі р. Сороки (лівий доплив р.Стир), за 150 м на північний схід від шосейного мосту — селище ХІІ-ХІІІ ст. площею 1 га.
- У північно-східній частині села, на північ від ставу, за 0,4 км від сільського клубу, на схилі лівого берега р. Сорока — селище ХІІ-ХІІІ ст. площею 1 га.
- На північно-східній околиці села, в урочищі Застав'я, на мисі лівого берега р. Сороки — багатошарове поселення доби пізнього палеоліту, стжижовської, тшинецько-комарівської, вельбарської культур і періоду ХІІ-ХІІІ ст. площею близько 2 га.
- У південно-східній частині села, за 0,7 км на схід від клубу, на правому березі р. Сорока — поселення ХІІ-ХІІІ ст. площею близько 1 га.
- У північно-західній частині села, на південь і південний захід від цегельного заводу, на захід від дороги Луцьк-Боремель, на лівому березі р. Сороки — давньоруське селище ХІІ-ХІІІ ст.

## Відомі люди
У селі народились:
- Петер Бондра — словацький хокеїст
- Торчинський Сергій Георгійович (* 1988) — молодший сержант Збройних сил України, спортсмен, бронзовий призер Ігор Нескорених-2017.